# Olympische Sommerspiele 2016/Kanu – Einer-Kajak 200 m (Frauen)
Der Kanuwettbewerb im Einer-Kajak 200 Meter der Frauen (Kurzbezeichnung: K1 200) bei den Olympischen Spielen 2016 in Rio de Janeiro wurde am 15. und 16. August 2016 in der Lagoa Rodrigo de Freitas ausgetragen. 28 Athletinnen aus 28 Nationen nahmen an dem Wettkampf teil. Wie auch schon bei der Premiere dieses Wettbewerbes bei den Olympischen Sommerspielen 2012 in London wurde die Neuseeländerin Lisa Carrington Olympiasiegerin.
Zunächst wurden dabei vier Vorläufe ausgetragen, bei denen sich die ersten sechs Athletinnen jeweils für das Halbfinale qualifizierten. In den drei Läufen erreichten die ersten zwei Athletinnen die Berechtigung für eine Teilnahme am A-Finale sowie zwei weitere Zeitschnellste. Die acht Athletinnen mit den besten Zeiten, die nicht für das A-Finale qualifiziert waren, gingen im B-Finale an den Start, wo die Positionen neun bis sechzehn gefahren wurde. 

## Titelträger
| Olympiasiegerin | Lisa Carrington | London 2012  |
| Weltmeisterin   | Lisa Carrington | Mailand 2015 |

## Zeitplan
- Vorläufe: 15. August 2016, 8:38 Uhr (Ortszeit)
- Halbfinale: 15. August 2016, 10:00 Uhr (Ortszeit)
- Finale: 16. August 2016, 8:47 Uhr (Ortszeit)

## Vorläufe

### Lauf 1
| Platz | Kanutin               | Nation     | Zeit     | Bemerkung     |
| ----- | --------------------- | ---------- | -------- | ------------- |
| 1     | Lisa Carrington       | Neuseeland | 40,422 s | Halbfinale    |
| 2     | Francisca Laia        | Portugal   | 41,368 s | Halbfinale    |
| 3     | Natasa Douchev-Janics | Ungarn     | 41,403 s | Halbfinale    |
| 4     | Zhou Yu               | China      | 42,187 s | Halbfinale    |
| 5     | Olivera Moldovan      | Serbien    | 43,339 s | Halbfinale    |
| 6     | Marina Toribiong      | Palau      | 48,913 s | Halbfinale    |
| 7     | Menatalla Karim       | Ägypten    | 49,596 s | ausgeschieden |

### Lauf 2
| Platz | Kanutin                 | Nation         | Zeit     | Bemerkung     |
| ----- | ----------------------- | -------------- | -------- | ------------- |
| 1     | Marta Walczykiewicz     | Polen          | 40,263 s | Halbfinale    |
| 2     | Špela Ponomarenko Janić | Slowenien      | 40,387 s | Halbfinale    |
| 3     | Andréanne Langlois      | Kanada         | 40,956 s | Halbfinale    |
| 4     | Inna Klinova            | Kasachstan     | 41,030 s | Halbfinale    |
| 5     | Jessica Walker          | Großbritannien | 41,123 s | Halbfinale    |
| 6     | Henriette Engel Hansen  | Dänemark       | 42,455 s | Halbfinale    |
| 7     | Anne Cairns             | Samoa          | 43,652 s | ausgeschieden |

### Lauf 3
| Platz | Kanutin           | Nation             | Zeit     | Bemerkung     |
| ----- | ----------------- | ------------------ | -------- | ------------- |
| 1     | Sarah Guyot       | Frankreich         | 40,317 s | Halbfinale    |
| 2     | Linnea Stensils   | Schweden           | 40,828 s | Halbfinale    |
| 3     | Teresa Portela    | Spanien            | 40,844 s | Halbfinale    |
| 4     | Lasma Liepa       | Türkei             | 41,760 s | Halbfinale    |
| 5     | Viktoria Schwarz  | Österreich         | 42,847 s | Halbfinale    |
| 6     | Ana Paula Vergutz | Brasilien          | 44,239 s | Halbfinale    |
| 7     | Maggie Hogan      | Vereinigte Staaten | 44,668 s | ausgeschieden |

### Lauf 4
| Platz | Kanutin                | Nation        | Zeit     | Bemerkung     |
| ----- | ---------------------- | ------------- | -------- | ------------- |
| 1     | Inna Osipenko-Radomska | Aserbaidschan | 40,702 s | Halbfinale    |
| 2     | Martina Kohlová        | Slowakei      | 41,231 s | Halbfinale    |
| 3     | Bridgitte Hartley      | Südafrika     | 41,698 s | Halbfinale    |
| 4     | Yusmari Mengana        | Kuba          | 41,701 s | Halbfinale    |
| 5     | Conny Waßmuth          | Deutschland   | 41,972 s | Halbfinale    |
| 6     | Sabrina Ameghino       | Argentinien   | 42,417 s | Halbfinale    |
| 7     | Olga Umaralieva        | Usbekistan    | 42,525 s | ausgeschieden |

## Halbfinale

### Lauf 1
| Platz | Kanutin             | Nation         | Zeit     | Bemerkung     |
| ----- | ------------------- | -------------- | -------- | ------------- |
| 1     | Marta Walczykiewicz | Polen          | 40,619 s | A-Finale      |
| 2     | Linnea Stensils     | Schweden       | 41,245 s | A-Finale      |
| 3     | Bridgitte Hartley   | Südafrika      | 41,478 s | B-Finale      |
| 4     | Jessica Walker      | Großbritannien | 41,483 s | B-Finale      |
| 5     | Francisca Laia      | Portugal       | 41,573 s | B-Finale      |
| 6     | Yusmari Mengana     | Kuba           | 41,688 s | B-Finale      |
| 7     | Olivera Moldovan    | Serbien        | 42,123 s | ausgeschieden |
| 8     | Ana Paula Vergutz   | Brasilien      | 44,362 s | ausgeschieden |

### Lauf 2
| Platz | Kanutin                 | Nation        | Zeit     | Bemerkung     |
| ----- | ----------------------- | ------------- | -------- | ------------- |
| 1     | Inna Osipenko-Radomska  | Aserbaidschan | 39,803 s | A-Finale      |
| 2     | Sarah Guyot             | Frankreich    | 40,516 s | A-Finale      |
| 3     | Špela Ponomarenko Janić | Slowenien     | 40,797 s | A-Finale      |
| 4     | Natasa Douchev-Janics   | Ungarn        | 40,962 s | B-Finale      |
| 5     | Zhou Yu                 | China         | 41,017 s | B-Finale      |
| 6     | Sabrina Ameghino        | Argentinien   | 41,934 s | ausgeschieden |
| 7     | Viktoria Schwarz        | Österreich    | 43,072 s | ausgeschieden |
| 8     | Henriette Engel Hansen  | Dänemark      | 43,300 s | ausgeschieden |

### Lauf 3
| Platz | Kanutin            | Nation      | Zeit     | Bemerkung     |
| ----- | ------------------ | ----------- | -------- | ------------- |
| 1     | Lisa Carrington    | Neuseeland  | 39,561 s | A-Finale      |
| 2     | Teresa Portela     | Spanien     | 40,241 s | A-Finale      |
| 3     | Inna Klinova       | Kasachstan  | 40,381 s | A-Finale      |
| 4     | Martina Kohlová    | Slowakei    | 41,286 s | B-Finale      |
| 5     | Andréanne Langlois | Kanada      | 41,350 s | B-Finale      |
| 6     | Conny Waßmuth      | Deutschland | 41,725 s | ausgeschieden |
| 7     | Lasma Liepa        | Türkei      | 41,866 s | ausgeschieden |
| 8     | Marina Toribiong   | Palau       | 48,306 s | ausgeschieden |

## Finale

### B-Finale
Anmerkung: Gefahren wurde hier um die Platz neun bis sechzehn, das heißt, die Siegerin des B-Finales Natasa Douchev-Janics wurde insgesamt Neunte usw.
| Platz | Kanutin               | Nation         | Zeit     |
| ----- | --------------------- | -------------- | -------- |
| 1     | Natasa Douchev-Janics | Ungarn         | 41,673 s |
| 2     | Martina Kohlová       | Slowakei       | 41,787 s |
| 3     | Zhou Yu               | China          | 41,928 s |
| 4     | Yusmari Mengana       | Kuba           | 42,036 s |
| 5     | Bridgitte Hartley     | Südafrika      | 42,066 s |
| 6     | Andréanne Langlois    | Kanada         | 42,099 s |
| 7     | Jessica Walker        | Großbritannien | 42,205 s |
| 8     | Francisca Laia        | Portugal       | 42,695 s |

### A-Finale
| Platz | Kanutin                 | Nation        | Zeit     |
| ----- | ----------------------- | ------------- | -------- |
| 1     | Lisa Carrington         | Neuseeland    | 39,864 s |
| 2     | Marta Walczykiewicz     | Polen         | 40,279 s |
| 3     | Inna Osipenko-Radomska  | Aserbaidschan | 40,401 s |
| 4     | Špela Ponomarenko Janić | Slowenien     | 40,769 s |
| 5     | Sarah Guyot             | Frankreich    | 40,894 s |
| 6     | Teresa Portela          | Spanien       | 41,053 s |
| 7     | Linnea Stensils         | Schweden      | 41,293 s |
| 8     | Inna Klinova            | Kasachstan    | 41,521 s |